# Inundación de Johnstown
La Inundación de Johnstown de 1889 (en inglés: Johnstown Flood o Great Flood of 1889), fue una inundación ocurrida en la localidad de Johnstown, en Estados Unidos, la tarde del 31 de mayo de 1889. En ella, fallecieron 2209 personas y centenares desaparecieron, a causa de la rotura de la Presa de South Fork. 
La causa principal fue la negligencia criminal del grupo de magnates, principalmente ligados a la industria siderúrgica norteamericana, reunidos en  «El Club de Caza y Pesca del Lago South Fork», propietarios de la presa, quienes alteraron el muro de la represa para facilitar sus propósitos recreacionales y dejaron de hacer las mantenciones necesarias a las que se habían comprometido al comprar el embalse combinados con las continuas lluvias torrenciales que azotaron la región en los últimos días, y que hicieron descargar más de veinte millones de toneladas (18 millones de metros cúbicos) de agua en la ciudad, que quedó completamente arrasada. Los daños fueron valorados en 17 millones de dólares estadounidenses de la época (equivalentes a 425 millones de dólares estadounidenses en la actualidad).

## Historia

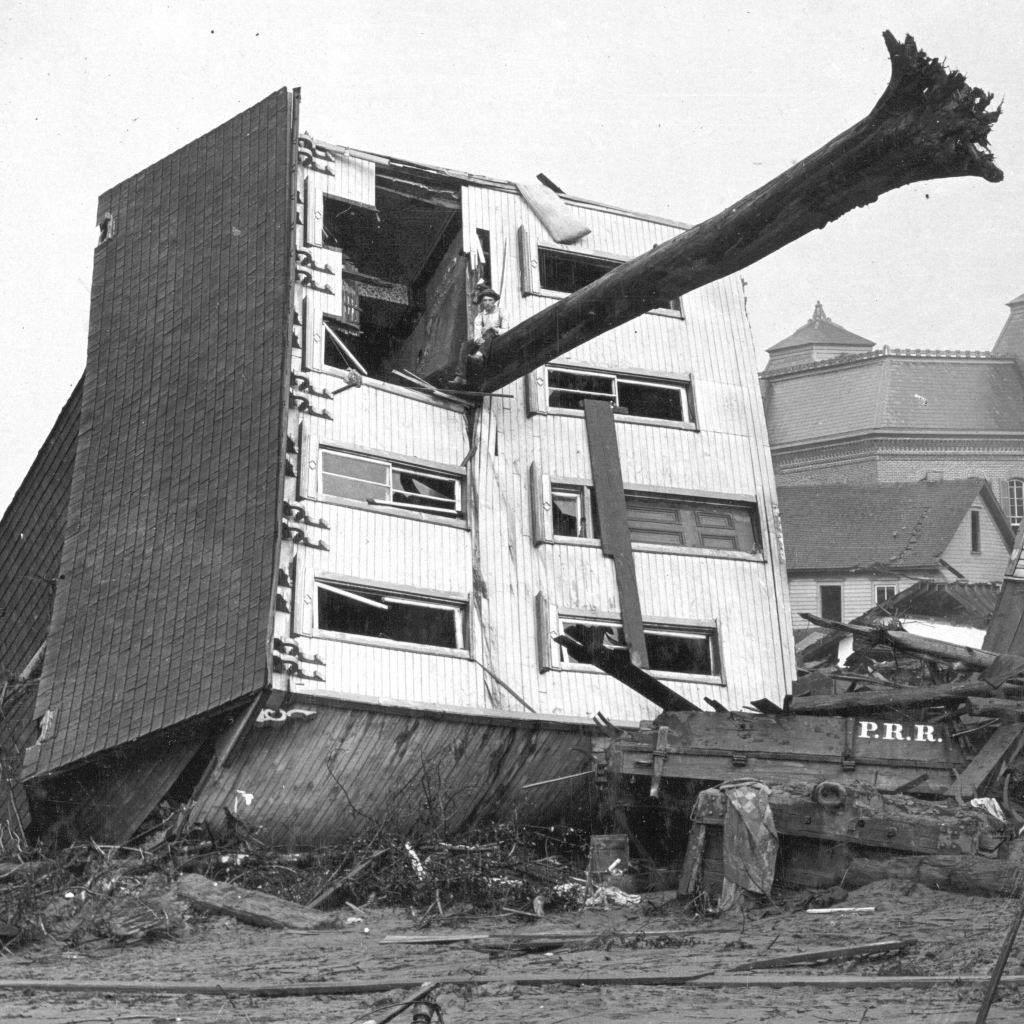
La vivienda de John Schultz, tras la inundación, con un árbol atravesando la casa. Seis personas, entre ellas Schultz, estaban dentro de la vivienda cuando se produjo la inundación, aunque todas consiguieron milagrosamente sobrevivir

El 28 de mayo de 1889, se formó una tormenta sobre Nebraska y Kansas, que se fue desplazando hacia el este. Las lluvias torrenciales fueron recordadas como una de las más fuertes en la historia de la región
La Gran Inundación de 1889 se produjo el 31 de mayo de 1889, resultado de una falla catastrófica en la presa de South Fork, situada en el pequeño Río Conemaugh, a 14 millas (23 kilómetros) agua arriba de la ciudad de Johnstown, en el estado de Pensilvania, en los Estados Unidos, agravada por varios días de lluvias torrenciales. La falla de la presa desató un torrente de 20 millones de toneladas de agua; el caudal igualó temporalmente la del río Misisipi, e incluso se encontraron cadáveres años después, en lugares tan alejados como Cincinnati (a más de quinientos sesenta kilómetros al oeste).
Fue el primer gran esfuerzo de alivio de desastres a cargo de la recién creada Cruz Roja de Estados Unidos, dirigido por Clara Barton. Apoyaron a las víctimas llegando de todas partes de Estados Unidos y de hasta 18 países extranjeros. Después de la inundación, los sobrevivientes sufrieron una serie de derrotas legales en sus intentos de recuperar los daños causados por los propietarios de la presa. La indignación pública en ese fracaso llevó al desarrollo de cambiar la ley estadounidense. 
La investigación concluyó diciendo que fue un mal mantenimiento de la presa, debido a los usuarios de «El Club de Caza y Pesca del Lago South Fork», los propietarios de la presa, que se negaron a pagar la indemnización a los habitantes del pueblo. Entre ellos, estaba el multimillonario Andrew Carnegie quien, tras ser considerado uno de los causantes de la tragedia, empezó a limpiar su imagen pública reconstruyendo la ciudad por completo. En los últimos meses, todos los periódicos del país (e incluso de países extranjeros), no pararon de hablar del suceso. La noche de la tragedia, más de cincuenta periodistas de todas partes de los Estados Unidos se aproximaron a la ciudad para informar sobre la noticia, en ocasiones exagerándola bastante.

## Reacción posterior

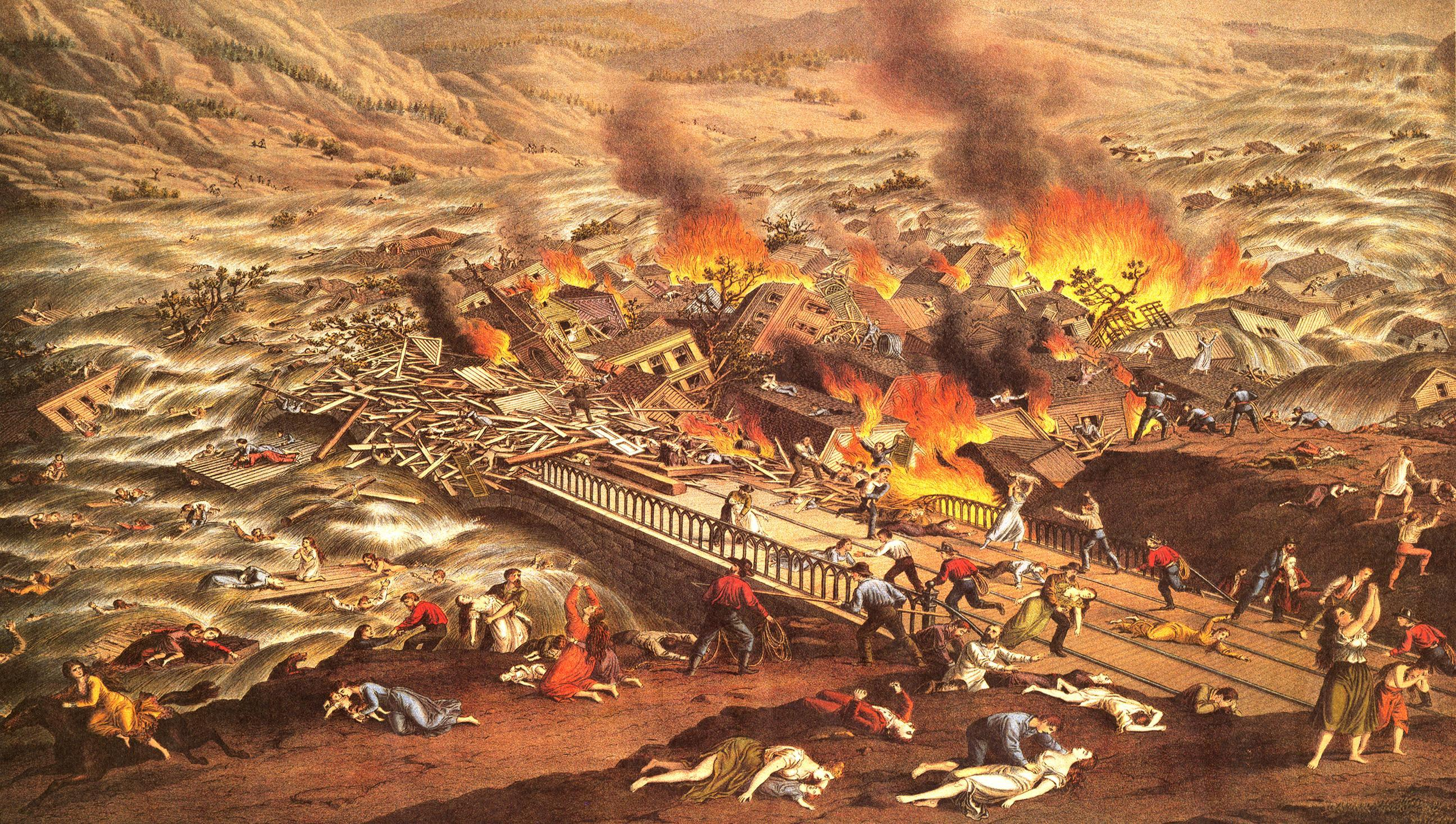
Pintura sobre la Gran Inundación de Johnstown (1890)

El número total de muertos fue 2209, lo que el desastre la mayor pérdida de vidas civiles en los Estados Unidos en ese momento. Más tarde fue superado por las muertes en el Huracán de Galveston de 1900 y del ataque terrorista de 11 de septiembre de 2001. Algunos historiadores creen que el Huracán San Felipe II de 1928 y Terremoto de San Francisco de 1906 mataron a más personas que en la inundación de Johnstown, pero la cifra oficial de muertos fue menor. 
Noventa y nueve familias enteras murieron en el diluvio, incluyendo 396 niños. Un tercio de los muertos, 777 personas, nunca fueron identificadas, por lo que sus restos fueron enterrados en la «Parcela de lo Desconocido», en el Grandview Cemetery de Westmont.
Fue la peor inundación que golpeó a los Estados Unidos en el siglo XIX. Mil seiscientos hogares fueron destruidos, y hubo $ 17 millones en daños, y 4 millas cuadradas (10 km²) del centro de Johnstown fueron completamente destruidos. Las operaciones de limpieza continuaron durante años. Aunque las viviendas sufrieron graves daños, regresaron a plena producción dentro de un año y medio. 
Trabajando siete días y noches, los obreros consiguieron sustituir el enorme viaducto de ferrocarril de piedra, que había sido destruido por la inundación. El ferrocarril de Pensilvania fue restaurado, y el primer tren que llegó a la ciudad, proveniente de Pittsburgh, llegó el 2 de junio con alimentos, ropa, medicinas y otras provisiones. Cerca de siete mil voluntarios, la mayoría soldados, se acercaron para ayudar a todos los afectados.
Uno de los primeros extranjeros en llegar fue Clara Barton, la enfermera y fundadora de la Cruz Roja de Estados Unidos. Barton llegó el 5 de junio de 1889, para dirigir el proyecto de ayuda humanitaria a las víctimas de la catástrofe. Estuvo cinco meses en Johnstown, socorriendo a los afectados. Las donaciones para los esfuerzos de ayuda vinieron de todas partes de Estados Unidos y del extranjero. Se recogieron $ 3 742 818,78 para la reconstrucción de Johnstown y 18 países extranjeros, entre ellos Rusia, Turquía, Francia, Gran Bretaña, Australia y Alemania.